# Newark (Vermont)
Newark es un pueblo ubicado en el condado de Caledonia en el estado estadounidense de Vermont. En el año 2010 tenía una población de 581 habitantes y una densidad poblacional de 6,03 personas por km².

## Geografía
Newark se encuentra ubicado en las coordenadas 44°42′8″N 71°56′34″O / 44.70222, -71.94278.

## Demografía
Según la Oficina del Censo en 2000 los ingresos medios por hogar en la localidad eran de $33,611 y los ingresos medios por familia eran $46,250. Los hombres tenían unos ingresos medios de $33,229 frente a los $22,045 para las mujeres. La renta per cápita para la localidad era de $18,035. Alrededor del 17.6% de la población estaban por debajo del umbral de pobreza.